# Saint-Brice-sous-Rânes
Saint-Brice-sous-Rânes ist eine französische Gemeinde mit 157 Einwohnern (Stand: 1. Januar 2022) im Département Orne in der Region Normandie (vor 2016 Basse-Normandie). Sie gehört zum Arrondissement Argentan und ist Mitglied im Gemeindeverband Terres d’Argentan Interco.

## Geografie

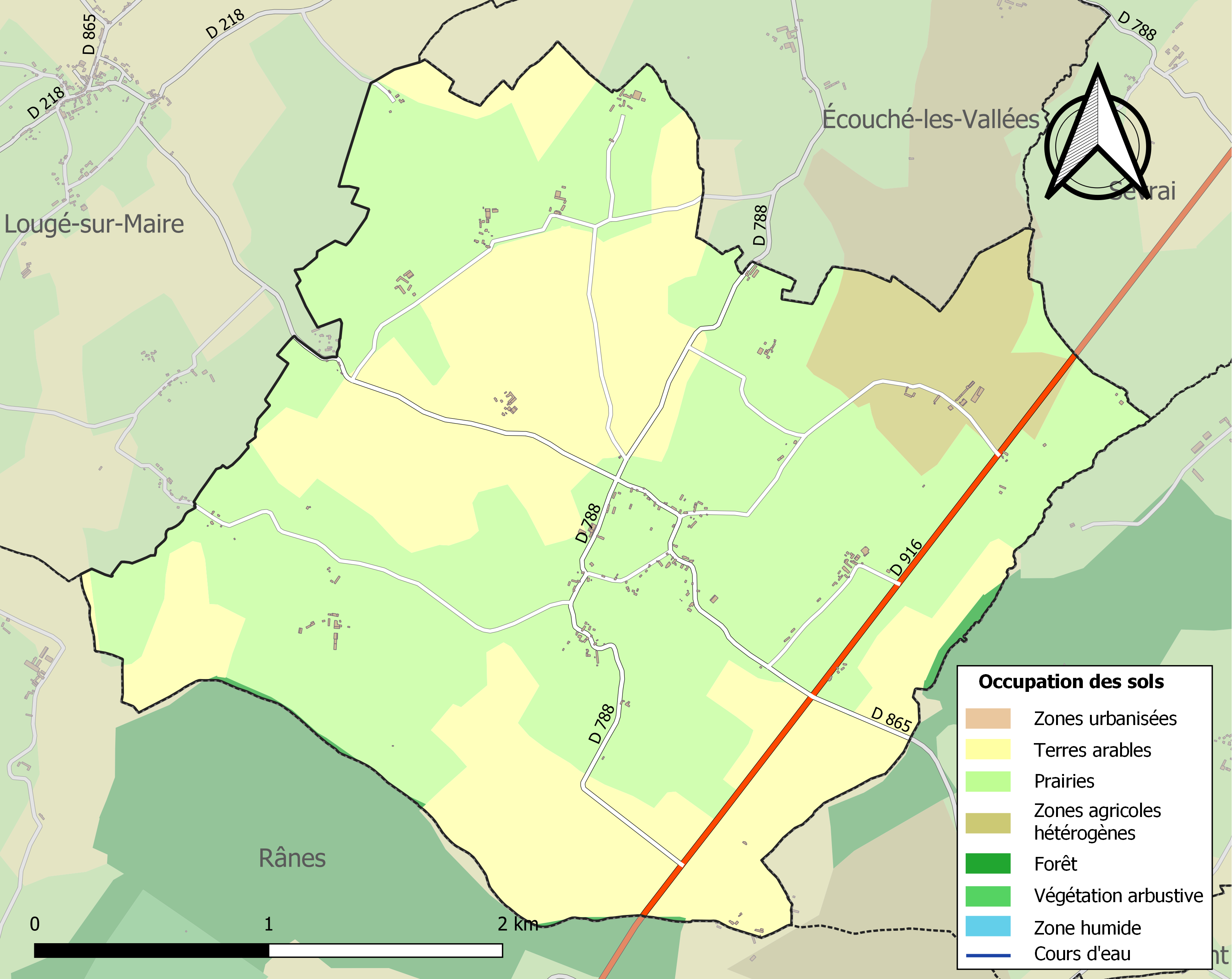
Bodennutzung und Infrastruktur der Gemeinde (2018)

Saint-Brice-sous-Rânes liegt etwa 15 Kilometer südwestlich von Argentan und etwa 34 Kilometer nordwestlich von Alençon in der Région naturelle Pays d’Houlme. Das Gebiet der Gemeinde wird vom Ruisseau de la Barbottière, vom Ruisseau des Aunais, vom Ruisseau de Chalau, vom Flüsschen Guémondet, vom Ruisseau de Gosu und verschiedenen kleineren Bächen und Gräben entwässert. Das Zentrum liegt auf einer Höhe von etwa 210 m. Das Relief des Gebiets ist hügelig, fällt im Norden bis auf 164 m ab und steigt im Süden bis auf 249 m an.
Teile des Gebiets von Saint-Brice-sous-Rânes gehören zum 20.593 Hektar großen Natura 2000-Schutzgebiet „Haute vallée de l’Orne et affluents“ (FR2500099) sowie von zwei ZNIEFF-Naturzonen. Rund 99 % der Fläche der Gemeinde werden landwirtschaftlich genutzt, rund 1 % ist bewaldet (Stand: 2018).
Umgeben wird Saint-Brice-sous-Rânes von den Nachbargemeinden Écouché-les-Vallées im Norden, Sevrai im Nordosten, Joué-du-Plain im Osten und Nordosten, Rânes im Süden sowie Lougé-sur-Maire im Westen und Nordwesten.

## Bevölkerungsentwicklung

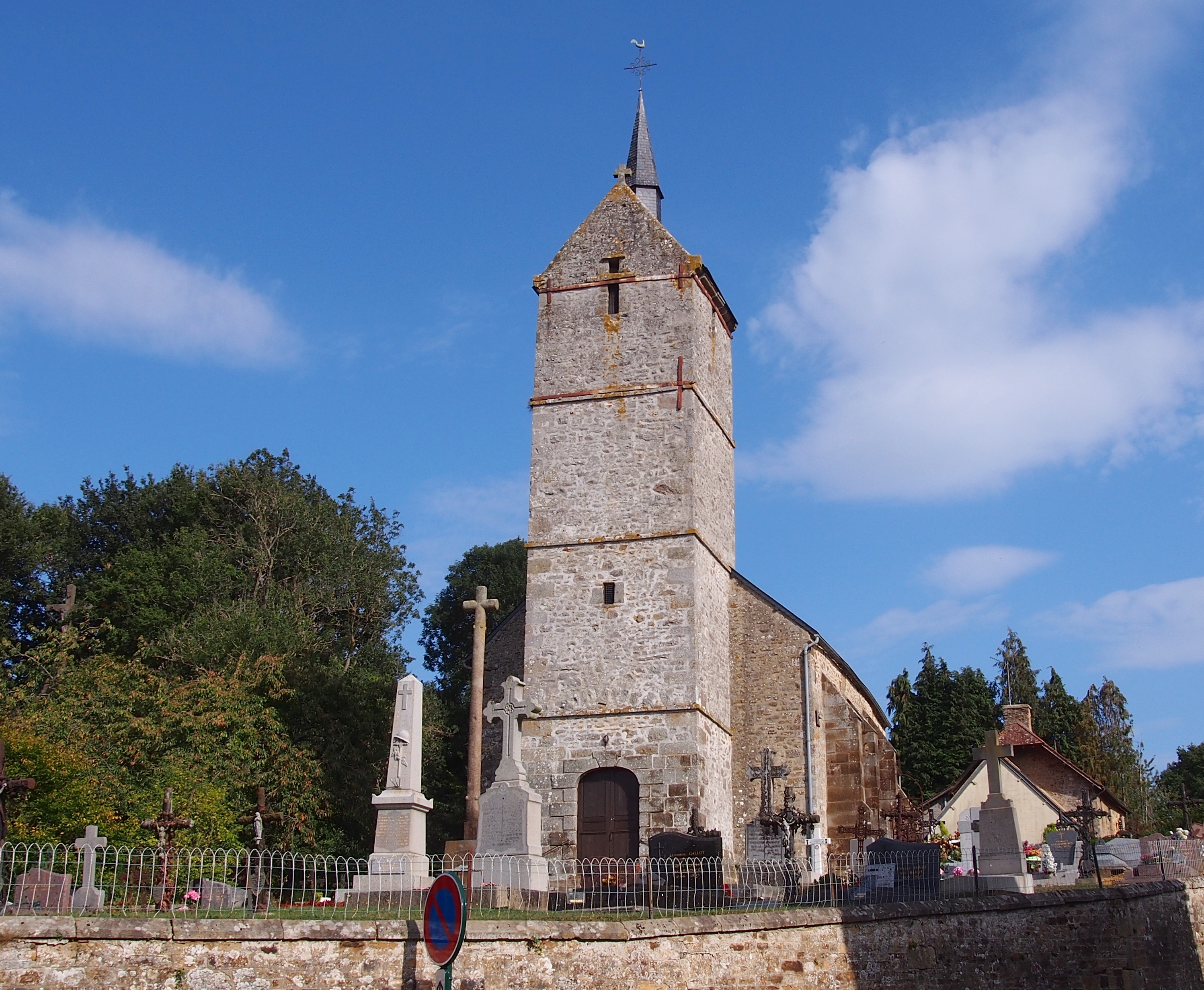
Kirche Saint-Brice

| Saint-Brice-sous-Rânes: Einwohnerzahlen von 1793 bis 2020                                                                  | Saint-Brice-sous-Rânes: Einwohnerzahlen von 1793 bis 2020 | Saint-Brice-sous-Rânes: Einwohnerzahlen von 1793 bis 2020 | Saint-Brice-sous-Rânes: Einwohnerzahlen von 1793 bis 2020 | Saint-Brice-sous-Rânes: Einwohnerzahlen von 1793 bis 2020 |
| --- | --------------------------------------------------------- | --------------------------------------------------------- | --------------------------------------------------------- | --------------------------------------------------------- |
| Jahr |                                                           |                                                           |                                                           | Einwohner                                                 |
| 1793 | 1793                                                      |                                                           | 485                                                       | 485                                                       |
| 1800 | 1800                                                      |                                                           | 497                                                       | 497                                                       |
| 1806 | 1806                                                      |                                                           | 494                                                       | 494                                                       |
| 1821 | 1821                                                      |                                                           | 513                                                       | 513                                                       |
| 1836 | 1836                                                      |                                                           | 533                                                       | 533                                                       |
| 1841 | 1841                                                      |                                                           | 512                                                       | 512                                                       |
| 1846 | 1846                                                      |                                                           | 516                                                       | 516                                                       |
| 1851 | 1851                                                      |                                                           | 502                                                       | 502                                                       |
| 1856 | 1856                                                      |                                                           | 475                                                       | 475                                                       |
| 1861 | 1861                                                      |                                                           | 461                                                       | 461                                                       |
| 1866 | 1866                                                      |                                                           | 442                                                       | 442                                                       |
| 1872 | 1872                                                      |                                                           | 418                                                       | 418                                                       |
| 1876 | 1876                                                      |                                                           | 415                                                       | 415                                                       |
| 1881 | 1881                                                      |                                                           | 377                                                       | 377                                                       |
| 1886 | 1886                                                      |                                                           | 347                                                       | 347                                                       |
| 1891 | 1891                                                      |                                                           | 336                                                       | 336                                                       |
| 1896 | 1896                                                      |                                                           | 321                                                       | 321                                                       |
| 1901 | 1901                                                      |                                                           | 287                                                       | 287                                                       |
| 1906 | 1906                                                      |                                                           | 263                                                       | 263                                                       |
| 1911 | 1911                                                      |                                                           | 222                                                       | 222                                                       |
| 1921 | 1921                                                      |                                                           | 218                                                       | 218                                                       |
| 1926 | 1926                                                      |                                                           | 209                                                       | 209                                                       |
| 1931 | 1931                                                      |                                                           | 239                                                       | 239                                                       |
| 1936 | 1936                                                      |                                                           | 210                                                       | 210                                                       |
| 1946 | 1946                                                      |                                                           | 224                                                       | 224                                                       |
| 1954 | 1954                                                      |                                                           | 207                                                       | 207                                                       |
| 1962 | 1962                                                      |                                                           | 211                                                       | 211                                                       |
| 1968 | 1968                                                      |                                                           | 201                                                       | 201                                                       |
| 1975 | 1975                                                      |                                                           | 189                                                       | 189                                                       |
| 1982 | 1982                                                      |                                                           | 178                                                       | 178                                                       |
| 1990 | 1990                                                      |                                                           | 165                                                       | 165                                                       |
| 1999 | 1999                                                      |                                                           | 155                                                       | 155                                                       |
| 2006 | 2006                                                      |                                                           | 165                                                       | 165                                                       |
| 2013 | 2013                                                      |                                                           | 140                                                       | 140                                                       |
| 2020 | 2020                                                      |                                                           | 134                                                       | 134                                                       |
| Quelle(n): EHESS/Cassini bis 1999, INSEE ab 2006 Anmerkung(en): Ab 1962 offizielle Zahlen ohne Einwohner mit Zweitwohnsitz |                                                           |                                                           |                                                           |                                                           |

## Sehenswürdigkeiten
- Kirche Saint-Brice um 1700 errichtet
- Kapelle Notre-Dame-de-Pitié, vermutlich aus dem 19. Jahrhundert

## Verkehr
Die Departementsstraße D 916, die ehemalige Route nationale 816 von Vimoutiers nach Saint-Fraimbault-de-Prières in der Nähe von Mayenne, durchquert das östliche Gemeindegebiet. Die nachgeordneten Departementsstraßen D 788 und D 865 sowie lokale Landstraßen verbinden die Weilern der Gemeinde und Nachbargemeinden.